# Chondrosum scorpioides
Chondrosum scorpioides är en gräsart som först beskrevs av Mariano Lagasca y Segura, och fick sitt nu gällande namn av Carl Sigismund Kunth. Chondrosum scorpioides ingår i släktet Chondrosum och familjen gräs. Inga underarter finns listade i Catalogue of Life.